# Виктор Черномирдин
Виктор Степанович Черномирдин (рус. Ви́ктор Степа́нович Черномы́рдин; Оренбуршка област, 9. април 1938 — Москва, 3. новембар 2010) био је руски политичар и пословни човек.
Черномирдин је био оснивач и први председник енергетске компаније Гаспром. Био је посланик Врховног совјета СССР (1984–1989) и члан Врховног савета РСФСР (1985−1990). Обављао је неколико високих дужности унутар агенција блиских влади Русије, а у периоду од 1992. године до 1998. године и премијер Русије. Од маја 1995. године, био је председник сверуског јавног и политичког покрета „Наш дом — Русија“. Након парламентарних избора у децембру исте године поново је изабран од стране Државне думе за председника Владе Руске Федерације и ту остаје на функцији до 23. марта 1998. године, када је као његов наследник именован Сергеј Киријенко.

Черномирдин је био једна од кључних особа у руској спољној и унутрашњој политици 1990-их година, као и у руској економској транзицији из планске ка тржишној економији. Од 14. априла до 7. октобра 1999. године, био је представник руског председника, за регулисање ситуације везане око Савезне Републике Југославије. За његове мировне напоре на Балкану и активности у области спољне политике, био је номинован као кандидат за Нобелову награду за мир (1999). Марти Ахтисари и он су се састали са Слободаном Милошевићем током НАТО бомбардовања СРЈ како би преговарали о прекиду рата, а када је Милошевић отворио састанак Черномидин је ударио шаком о сто, стргао чаршав и све чаше, тањире и послужење бацио на под, те рекао:
„Председниче Милошевићу, нисмо дошли овде да дебатујемо, дошли смо да вам поручимо да ће Србија изгледати као ова равна плоча стола.”
У периоду од 2001. године до 2009. године, био је руски амбасадор у Украјини. Након тога обављао је функцију саветника председника Русије.
У Русији и земљама руског говорног подручја, Черномирдин је познат по свом јединственом стилу језика који је садржавао неколико правописне и синтактичке грешке.
Черномирдин је умро 3. новембра 2010. године. Сахрањен је поред своје супруге на гробљу Новодевичје у Москви.